# Maurice Chapleur

Maurice Chapleur (Maixe, 11 mars 1912 - Lunéville, 25 octobre 2005) est le premier créateur d'une collection de motos d'abord exposée à Lunéville (1969-2000), puis à Amnéville (Moselle, 2002-2015) et à Ménil-Flin (Meurthe-et-Moselle) à partir de 2022.

## Biographie et musée

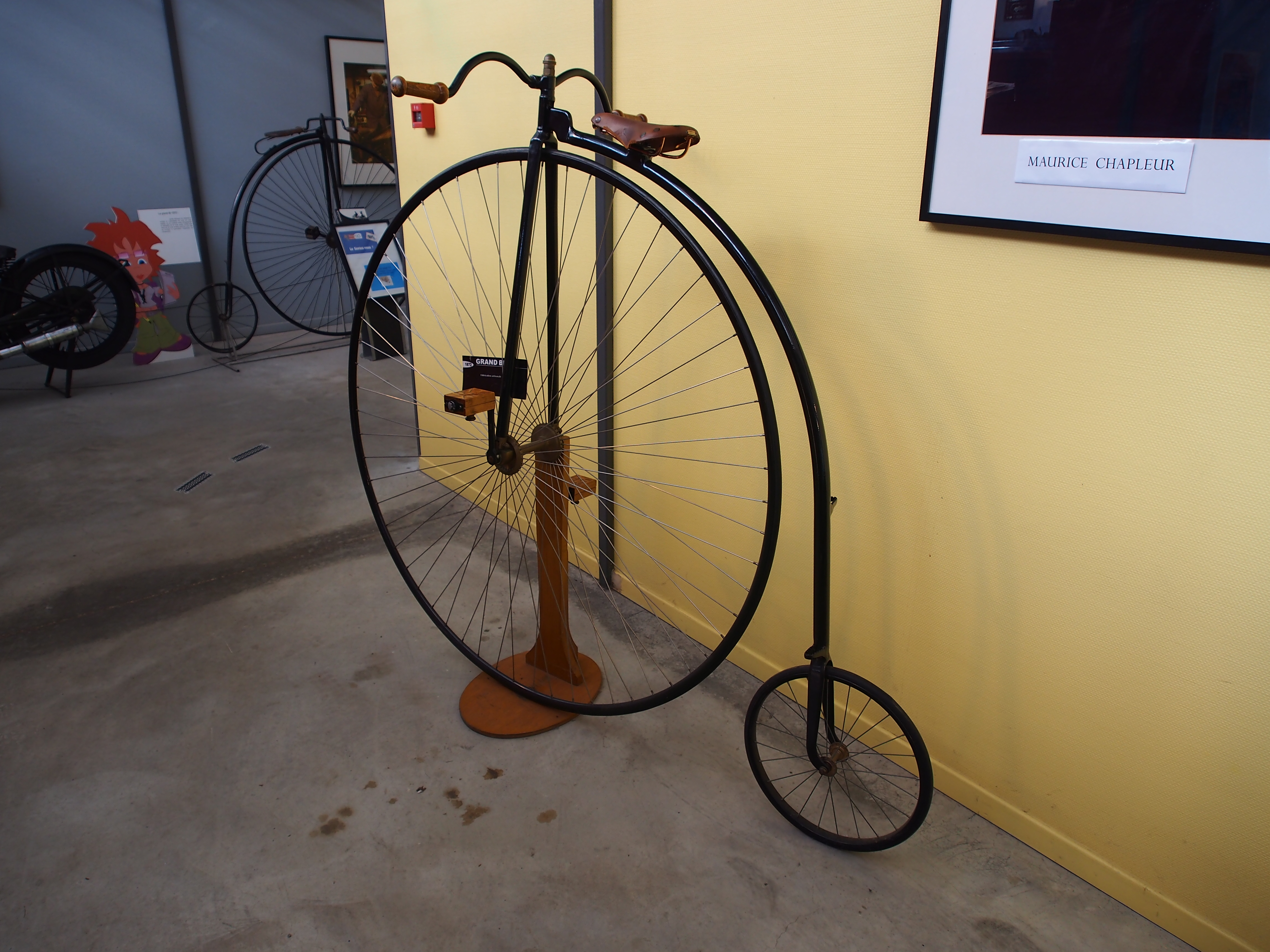
Grand-bi de 1872, fabrication artisanale, musée de la Moto et du Vélo, Amnéville, France.

Pupille de la Nation, Maurice Chapleur s'installe à Lunéville après son apprentissage à Nancy. En 1945, il devient concessionnaire Motoconfort, entreprise qui prospère.
Il commence alors à chercher des motos et bicyclettes auxquelles plus personne ne s’intéresse, les démonte, les remonte et les remet en route. Ces pièces de collection proviennent de l’Europe entière, mais sont aussi trouvées par un réseau d'entraide qui se forme petit à petit. Outre les véhicules, il collectionne aussi des affiches, des accessoires et des outils retraçant l’histoire des deux-roues.
En 1968, il ouvre au public une partie de sa collection, qui compte alors environ 200 machines, dont 60 constituant la plus grande collection mondiale d’avant 1914.
En 1983, son entreprise étant gérée par ses enfants, il peut consacrer tout son temps à la restauration, et ajoute à son musée une grande collection de Motobécane-Motoconfort.
Prévoyant sa disparition, Maurice Chapleur cherche une solution pour la conservation de la collection, qui est sauvée in extremis par un classement comme « Trésor National », une première pour une collection de motos en France. Elle comporte alors 60 vélos datant de 1818 à 1914 et 170 motos de toutes marques de 1895 à 1960 (De Dion-Bouton, Panthère, Saroléa, Douglas, Dollar, Rasser, Manx, Majestic, etc.).
La collection est classée Trésor National par le ministère de la culture et à ce titre ne peut pas quitter le territoire Français.
En 2000, la ville d’Amnéville, riche cité thermale tournée vers les loisirs, rachète la collection ; elle ouvre en 2002 un musée moderne et pédagogique. Jean-Baptiste Chapleur, son petit-fils, en fut le maître d’œuvre et directeur jusqu’en novembre 2005.
Maurice Chapleur meurt le 25 octobre 2005 à Lunéville à l’âge de 93 ans.
En 2015, à la suite de graves difficultés budgétaires, la ville d'Amnéville, décide de mettre en vente la collection Chapleur. Le musée d'Amnéville ferme le 1er juillet 2015.
En 2017, après de nombreuses tractations avec la communauté de communes du Lunévillois, qui désire faire revenir la collection dans son territoire d'origine, un accord est finalement signé avec une société privée du Lunévillois : Passeport Prévention qui gère le circuit de Chenevières.
La Collection Maurice Chapleur devrait rouvrir peut-être en 2022 sur le circuit automobile de Chenevière, au Sud de Lunéville, en attendant d'être définitivement exposée dans des locaux plus adaptés à Ménil-Flin .